# Gastrochilus brevifimbriatus
Gastrochilus brevifimbriatus är en orkidéart som beskrevs av S.R.Yi. Gastrochilus brevifimbriatus ingår i släktet Gastrochilus och familjen orkidéer. Inga underarter finns listade i Catalogue of Life.